# Harry Seeley
Harry Govier Seeley, född 18 februari 1839, död 8 januari 1909, var en brittisk paleontolog. År 1887 delade han in dinosaurierna efter strukturen på höftbenen i de två ordningarna Saurischia och Ornithischia. Han tilldelades Lyellmedaljen 1885.

## Släkten som Seeley har namngivit
- Agrosaurus (1891)
- Anoplosaurus (1878)
- Aristosuchus (1887)
- Craterosaurus (1874)
- Macrurosaurus (1869)
- Orthomerus (1883)
- Priodontognathus (1875) (var tänkt att vara en ankylosaurie, men den blandades ihop av fossil efter en stegosaurie och en iguanodont)
- Rhadionsaurus (1881)
- Thecospondylus (1882)